# 雫石久詮
雫石 久詮（しずくいし ひさあき、生没年不詳）は、戦国時代の武将。家系は清和源氏の一流河内源氏の流れを汲み、足利将軍家と同じく足利氏の一門、斯波氏の庶家にあたる。受領名は和泉。詮貞の子あるいは孫とされる。
祖父・詮貞以来、雫石姓と雫石御所を称しており、久詮は雫石御所の三代目にあたる。祖父以来、本家であり主家でもある高水寺斯波氏に忠義を尽くし、斯波領に侵攻する南部氏に対抗した。しかし、斯波氏の本家筋にあたる足利将軍家の滅亡により権威を失い、斯波氏ともども滅亡した。久詮は天正16年の主家滅亡後、花巻に隠遁した。のち慶長年間に南部氏の一門で家老である北信愛よりに召し出され、南部氏の家臣となった。